# Міхай Ката
Міхай Ката (угор. Mihály Kata, нар. 13 квітня 2002, Будапешт) — угорський футболіст, півзахисник клубу МТК (Будапешт) і національної збірної Угорщини.

## Клубна кар'єра
Народився 13 квітня 2002 року в місті Будапешт. Вихованець футбольної школи клубу МТК (Будапешт). Дорослу футбольну кар'єру розпочав 2019 року в основній команді того ж клубу, кольори якої захищає й донині.

## Виступи за збірні
2018 року дебютував у складі юнацької збірної Угорщини (U-17), загалом на юнацькому рівні взяв участь у 13 іграх.
З 2021 року залучається до складу молодіжної збірної Угорщини. На молодіжному рівні зіграв у 14 офіційних матчах.
2023 року дебютував в офіційних матчах у складі національної збірної Угорщини. У травні 2024 року був включений до її заявки для участі у тогорічному чемпіонаті Європи.
| Дата       | Місто    | Господарі | Результат | Гості    | Турнір            | Голи | Примітки |
| ---------- | -------- | --------- | --------- | -------- | ----------------- | ---- | -------- |
| 7-9-2023   | Белград  | Сербія    | 1 – 2     | Угорщина | Відбір до ЧЄ 2024 | -    | 77'      |
| 10-9-2023  | Будапешт | Угорщина  | 1 – 1     | Чехія    | товариський матч  | -    | 84'      |
| 14-10-2023 | Будапешт | Угорщина  | 2 – 1     | Сербія   | Відбір до ЧЄ 2024 | -    | 74'      |
| Усього     |          | Матчів    | 3         |          | Голів             | 0    |          |